# Gringo, jette ton fusil
Pour plus de détails, voir Fiche technique et Distribution.
Gringo, jette ton fusil ! (El aventurero de Guaynas) est un western spaghetti hispano-italien sorti en 1966, réalisé par Joaquín Luis Romero Marchent.

## Synopsis
Le vieil O'Hara, qui possède une fortune en émeraudes, offre la moitié de cette fortune à quiconque le fera sortir de prison. Un aventurier irlandais, Dan Casey, relève le défi et se rend au villagede Guaynas, géré par un gouverneur despotique. Les rebelles sont là aussi : leur révolution finit par l'emporter, mais le trésor ne profitera à personne.

## Fiche technique
- Titre français : Gringo, jette ton fusil[3]
- Titre original espagnol : El aventurero de Guaynas[4]
- Titre italien : Gringo, getta il fucile!
- Genre : western spaghetti, aventure
- Réalisation : Joaquín Luis Romero Marchent
- Scénario : Lewis E. Ciannelli, Luis Gaspar, Franco Prosperi, Joaquín Luis Romero Marchent, d'après une idée de Jeff Lassiter
- Musique : Gianni Ferrio
- Production : Centauro Films, Hesperia Films S.A., Tigielle 33[4]
- Photographie : Federico G. Larraya
- Montage : Mercedes Alonso, Giancarlo Cappelli et Mario Morra (édition italienne)
- Effets spéciaux : Antonio Parra
- Durée : 98 minutes
- Année de sortie : 1967[2]
- Pays de production :  Espagne,  Italie
- Date de sortie en salle en France : 16 septembre 1970[3]

## Distribution
- John Richardson : Daniel Casey
- Gloria Milland : Jovita
- Evi Marandi : Margot D'Arcy
- Fernando Sancho : Lobo
- Eduardo Fajardo : Don Pedro Villarda
- Luis Gaspar : Sebas
- José María Caffarel : Boris Pietroff
- Rossella Bergamonti
- Manuel Guitián : O’Hara
- Mia Gemberg : Olga Pietroff
- Emilio Rodríguez : Ortega
- Víctor Israel : serviteur de Villarda
- Luis Induni : serviteur de Villarda
- Tito Garcia : rebelle